# Emil Müller (Unternehmer, 1807)

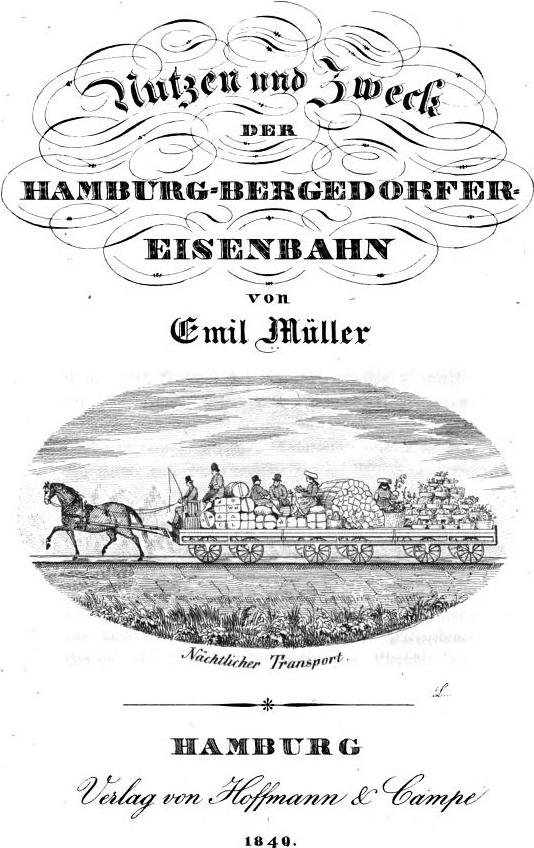
Nutzen und Zweck der Hamburg-Bergedorfer Eisenbahn (1840)

Emil Müller (* 11. Januar 1807 in Lübeck; † 28. Juni 1857 in Wandsbek) war ein deutscher Kaufmann und Unternehmer.

## Leben und Wirken
Emil Müller war der Sohn des Kaufmanns Nikolaus Hermann Müller (1771–1842) aus Lübeck. Er besuchte das dortige Katharineum, verließ es aber ohne Abitur und begann 1823 eine kaufmännische Lehre in mehreren Handelsniederlassungen in Europa, darunter in Bordeaux, London und St. Petersburg.
Gemeinsam mit seinem Vater beobachtete er die politischen und wirtschaftlichen Entwicklungen, die sich in Europa vollzogen. Früh erkannten beide die Möglichkeiten, die Dampfmaschinen boten. Gemeinsam gründeten sie eine Dampfschifffahrts-Gesellschaft, die eine Verbindung von Lübeck nach St. Petersburg anbot. Die 1831 erstmals befahrene Strecke war schnell erfolgreich. Grund hierfür war auch der russische Zar, der das Unternehmen als Anteilseigner förderte.
Da viele von London kommende Reisende mit Ziel St. Petersburg eine Passage über Hamburg und Lübeck wählten, profitierten beide Städte von der neuen Verbindung. Die Straßenverbindung zwischen beiden Hansestädten erwies sich jedoch als ungenügend. Eine Postkutsche benötigte für die 70 Kilometer lange Fahrt einen Tag. Holstein, das zu dieser Zeit unter dänischer Regierung stand, hatte wenig Interesse an einer besseren Verbindung zwischen Hamburg und Lübeck. Vielmehr sollten die ebenfalls unter dänischer Führung stehenden Städte Altona und Kiel möglichst viele Passagiere von der konkurrierenden Strecke zwischen Hamburg und Lübeck anziehen. Zu diesem Zweck war 1832 die Altona-Kieler Chaussee eröffnet worden.
Emil Müller setzte sich für eine Eisenbahnlinie zwischen Hamburg und Lübeck ein, um die Geschäfte der Dampfschifflinie zu fördern. Da die Eisenbahn zu dieser Zeit in Deutschland skeptisch betrachtet wurde, besuchte Müller 1833 Großbritannien. Er hoffte, dort Geschäftspartner für eine Eisenbahngesellschaft zu finden, die den Bau einer Strecke zwischen Hamburg und Lübeck ermöglichen könnten. In London traf er den Ingenieur Francis Giles, der seinen Assistenten William Lindley beauftragte, das Vorhaben zu beurteilen. Lindley reiste nach Hamburg und vermaß heimlich die Strecke. Da weder der dänische Hof noch der Lübecker Rat über die Vermessungsarbeiten unterrichtet worden waren, führten die Arbeiten zu diplomatischen Missstimmungen.
Am 2. Juli 1835 gründeten Müller und Giles ein Eisenbahn-Komitee und veröffentlichten einen Prospekt für potentielle Aktionäre. Dem Prospekt war klar zu entnehmen war, welche Zahlungen an die dänische Regierung geleistet werden sollten, was für weitere diplomatische Verwicklungen sorgte. 1835 verfasste Müller das Werk Über die intendirte Hamburg-Altona und Lübecker Eisenbahn zur Verbindung der Nordsee mit der Ostsee. Er widmete das Werk dem dänischen König, der es jedoch nie zu sehen bekam. Die Unternehmer konnten zunächst zahlreiche Unterstützer für ihr Vorhaben finden. Die Anzahl potentieller Aktionäre in Hamburg und Lübeck blieb jedoch aufgrund der politischen Kontroversen gering. Zwar gab es größeres Interesse von Seiten möglicher Aktionären in London, aber Müller trat aufgrund der geringen Erfolgsaussichten aus der Gesellschaft aus. Das fortan unter rein britischer Führung geplante Vorhaben war nicht erfolgreich, die Gesellschaft löste sich 1839 auf.
Müller setzte seine Suche nach Unterstützern für den Bau von Eisenbahnstrecken fort. Zu diesem Zweck schrieb er mehrere Artikel, die in Zeitungen abgedruckt wurden. Seine Pläne trafen in Holstein auf große Resonanz; die dänische Regierung fühlte sich unter Handlungsdruck gesetzt. Da weitere eigenständige Pläne unterbunden werden sollten, führte dies 1839 zur Einsetzung einer dänischen Regierungskommission unter Heinrich von Reventlow-Criminil und Ende 1840 zur Gründung der Altona-Kieler Eisenbahn-Gesellschaft, an der Müller aber nicht beteiligt war. Müller war seit 1839 Geschäftsführer einer Gesellschaft, die die 1842 eröffnete Hamburg-Bergedorfer Eisenbahn plante und ausführte. Als Geschäftsführer hatte er vermutlich entscheidenden Einfluss darauf, dass der mit ihm befreundete William Lindley Planung und Bau der Strecke leitete. 1840 verfasste er das Buch Nutzen und Zweck der Hamburg-Bergedorfer Eisenbahn, in dem er darstellte, wie wichtig die Bahnstrecke für Hamburg war. Mit diesem Werk wollte er für weitere neue Eisenbahnstrecken werben.
Emil Müller starb am 28. Juni 1857. Die Eröffnung der von ihm angestrebten Verbindung zwischen Hamburg und Lübeck wenige Wochen später erlebte er nicht mehr.

## Schriften
- Nutzen und Zweck der Hamburg-Bergedorfer-Eisenbahn. Hoffmann & Campe, Hamburg 1840. (Vorschau bei Google Bücher)